# Lewis Stevenson
Lewis Stevenson (* 5. Januar 1988 in Kirkcaldy) ist ein schottischer Fußballspieler, der von 2005 bis 2024 für Hibernian Edinburgh spielte.

## Karriere
Stevenson besuchte die Balwearie High School in seiner Heimatstadt Kirkcaldy und spielte dort Fußball, bevor er in die Jugend von Hibernian Edinburgh wechselte und dort das Ausbildungssystem des Vereins durchlief.
Im Jahr 2005 wurde der Mittelfeldspieler erstmals in den Profikader von Hibernian Edinburgh berufen und bestritt am 21. September das Ligapokalspiel gegen Ayr United, das mit 2:1 gewonnen wurde. Seinen ersten Einsatz in der Scottish Premier League hatte der Schotte am ersten Spieltag der Saison 2006/07 gegen den FC Aberdeen. Beim 5:1-Sieg über den FC Kilmarnock im Finale des schottischen Ligapokals 2007 wurde Stevenson zum Mann des Spiels ernannt.

## Erfolge
- Scottish FA Cup: 2016
- Scottish League Cup: 2007